# Bahodir Yoʻldoshev
Bahodir Tursunovich Yoʻldoshev (Bachodyr Tursunowitsch Juldaschew; russisch Баходыр Турсунович Юлдашев, wiss. Transliteration Bachodyr Tursunovič Juldašev, geb. 7. September 1945, Kattaqoʻrgʻon, Provinz Samarqand, Usbekische Sozialistische Sowjetrepublik; gest. 16. Mai 2021 in Taschkent) war ein usbekisch-sowjetischer Theater- und Filmschauspieler sowie Theaterregisseur.

## Leben
Er wurde am 7. September 1945 in Kattaqoʻrgʻon, Provinz Samarqand, Usbekische SSR, als Sohn der Volkskünstlerin der Republik Usbekistan Shirin (Sorakhon) Melieva und des Schauspielers Tursun Yuldashev geboren. Nach seinem Abschluss an der Regieabteilung des Taschkenter Theatralisch-Künstlerischen Instituts im Jahr 1970 absolvierte er ein Praktikum am Tovstonogov Bolshoi Theater. Ab 1970 arbeitete er als Regisseur am Akademischen Theater „Hamza“ in Usbekistan, an dem er seit 1966 arbeitete. Als Student arbeitete er sechs Monate lang als Requisiteur und dann als Beleuchter. Im Jahr 1974 wurde er im Alter von 28 Jahren zum Chefregisseur dieses Theaters ernannt und galt damit als der jüngste Chef unter allen „Akademikern“ der ehemaligen Sowjetunion.
Im Jahr 1983 gründete er das A. Kakhkhara Republic Satire Theater und wurde dessen künstlerischer Leiter. Ab 1984 war er Chefregisseur des Theaters Yesh Gvardiya (Junge Garde), das in das A. Khidoyatov Theater umbenannt wurde und später Uzbek Drama Theater benannt wurde. Dort inszenierte er Stücke wie „The Tricks of Maysara“ (Hamza), „Farmonbibi Obidelas“ („Farmonbibi Arazladi“), „Geheinisse des SChleers“, „Schwarzer Gürtel“, „Iskander“, „Firidun“, „Nodirabegim“ und „Seidenstraße“, die auf vielen internationalen Theaterfestivals großen Erfolg hatten.
Ab 1992 war er mehrmals Chefregisseur und Regisseur des internationalen Musikfestivals „Sharq Taronalari“. Im Jahr 1994 nahm er als Regisseur an den Feierlichkeiten zum 600. Geburtstag von Mirzo Ulugbek teil. Im Jahr 1995 inszenierte er das Nouruz-Fest und im Jahr 1996 das 660-jährige Jubiläum der Geburt von Timur. Im Jahr 2009 gründete er das Theaterstudio „Didor“, in dem viele zukünftige Meister der usbekischen Kunst die Grundlagen der Theaterkunst lernten. Er war bis zu seinem Tod der künstlerische Leiter dieses Studios. Sein Stück „Der Aufstand der Bräute“ (Kelinkar Kuzgoloni, Said Ahmad) wurde über 1000 Mal aufgeführt. Er starb am 16. Mai 2021 im Alter von 76 Jahren.

## Auszeichnungen
- Preisträger des Staatspreises Hamza
- Verdienter Künstler der Usbekischen SSR (1979)
- Volkskünstler von Usbekistan (1993)[3]
- Träger der Orden „Buik Khizmatlari Uchun“[4]
- „Mekhnat Shukhrati“
- „Fidokorona Khizmatlari Uchun“
- „El-Yurt Khurmati“
- Ehrenmitglied der Internationalen Akademie für Industrie, Bildung und Kunst in den USA.